# Emília d'Oldenburg-Delmenhorst
Emília d'Oldenburg-Delmenhorst (en alemany Emilie von Oldenburg) va néixer a Delmenhorst (Alemanya) el 15 de juny de 1614 i va morir a Rudolstadt el 4 de desembre de 1670. Era una noble alemanya, filla d'Antoni II d'Oldenburg (1550-1619) i de Sibil·la Elisabet de Brunsvic-Luneburg (1576-1630).
En morir el seu marit, el 1646, quan el fill Albert Antoni, que n'havia de ser l'hereu, tenia tan sols cinc anys, va exercir la regència del comtat de Schwarzburg-Rudolstadt, fins al 1667. Procurà educar els seus fills en l'esperit de religiositat de l'època, encomanant la formació de l'hereu a l'escriptor Assuer Fritsch, que més tard esdevindria el secretari del jove comte.

## Matrimoni i fills
El 4 de febrer de 1638 es va casar a Rudolstadt amb Lluís Gunther I de Schwarzburg-Rudolstadt (1581-1646), fill del comte Albert VII de Schwarzburg-Rudolstadt (1537-1605) i de Juliana de Nassau-Dillenburg (1546-1588). Fruit d'aquest matrimoni, nasqueren:
- Sofia Juliana (1639-1672)
- Ludmilla Elisabet (1640-1672)
- Albert Antoni (1641-1710), casat amb la comtessa Emília Juliana de Barby-Mühlingen (1637-1706).
- Cristina Magdalena (1642-1672)
- Maria Susanna (1646-1688)